# William Wentworth (2e comte de Strafford)
Pour les articles homonymes, voir William Wentworth et Wentworth.
William Wentworth, 2e comte de Strafford (8 juin 1626 - 16 octobre 1695) est membre de la Chambre des lords.

## Biographie
Il est né à Wentworth Woodhouse, dans le Yorkshire, fils unique de Thomas Wentworth, 1er comte de Strafford et de sa deuxième épouse, Arabella Holles, fille de John Holles (1er comte de Clare). Sa mère est morte en couches quand il a cinq ans. son père s'est ensuite remarié avec Elizabeth Rhodes, une belle-mère de William et de ses sœurs. Il étudie au Trinity College Dublin. 
Lorsque son père est exécuté pour trahison en 1641, William quitte l'Angleterre pendant plusieurs années, principalement par peur de représailles (bien que la plupart des ennemis de son père ne soient pas mécontents de sa veuve ou de ses enfants) et vit quelque temps en France. Il aurait agi pendant un temps comme agent royaliste en Allemagne et au Danemark, en partenariat avec Henry Coventry, partenariat qui se solde par une âpre querelle et un duel. 
En 1652, il est autorisé à retourner en Angleterre après avoir prêté serment d'abjuration. En 1662, le Parlement renverse l'acte d'accusation contre son père. Il retrouve le titre de comte de Strafford et est nommé chevalier de la jarretière en 1661. Il est élu membre de la Royal Society en 1668 mais est expulsé en 1685. 
Selon le biographe de son père, il mène une vie plutôt "obscure, sans distinction et sans intérêt". Il loue toutefois son discours à la Chambre des lords de 1667, protestant contre le bannissement d'Edward Hyde (1er comte de Clarendon), au motif qu'aucun crime n'a été prouvé à son encontre; son attitude est d'autant plus crédible que Clarendon est l'un des ennemis les plus acharnés de son père. Il devient membre du Conseil privé en 1674 et assiste à la réunion cruciale de 1678, lorsque Titus Oates révèle pour la première fois son Complot papiste. Au cours de la crise de l'Exclusion Bill, il soutient le futur Jacques II et tient à le solliciter lors de son passage dans le Yorkshire pour se rendre en Écosse en 1679. 
Wedgwood le résume comme "plutôt indolent et dépourvu de caractère" ; mais il est très aimé par sa famille, en particulier par son père, dont la dernière lettre est adressée à "ma plus chère volonté" de "un père qui vous aime tendrement". 
Le 27 février 1654, il épouse Lady Henrietta Mary Stanley, fille de James Stanley (7e comte de Derby) et Charlotte de La Trémoille. Le mariage est sans enfant et Henrietta meurt le 27 décembre 1685. Il l'enterre à la Cathédrale d'York, avec un monument impressionnant à sa mémoire.
Strafford épouse ensuite Henrietta, fille de Frédéric Charles de Roye de la Rochefoucauld, comte de Roye. Il meurt dans le Yorkshire le 16 octobre 1695 et est enterré à York Minster. N'ayant pas d'enfants, le comté s'éteint, mais son titre, baron Raby, est repris par Thomas Wentworth, petit-fils d'un frère cadet du premier comte, qui devient Comte de Strafford dans une nouvelle création. Les domaines de Strafford passent à son neveu Thomas Watson-Wentworth. 
Le comté de Strafford, dans le New Hampshire, aux États-Unis, porte son nom. 